# ريتشارد فروليش
ريتشارد فروليش (بالألمانية: Richard Fröhlich)‏ (و. 1986  م) هو لاعب كرة سلة ألماني، مركز لعبه هو لاعب هجوم قوي الجسم.

## التعليم
تعلم في Citrus College ‏
.

## روابط خارجية
- ريتشارد فروليش على موقع كرة السلة الأوروبية.كوم (الإنجليزية)
- ريتشارد فروليش على موقع كلية كرة السلة في سبورتس رفرنس.كوم (الإنجليزية)
- ريتشارد فروليش على موقع ريلجم (الإنجليزية)
- ريتشارد فروليش على موقع بروبوليرز (الإنجليزية)